# Їчан
Їчан (кит. 宜昌, пін. Yíchāng) — місто-округ в провінції Хубей, КНР.

## Географія
Площа префектури 21,084 км², розташована в західній частині провінції Хубей, у східній частині ущелини Сілін (西陵峡), на річці Янцзи.

### Клімат
Місто знаходиться у зоні, котра характеризується вологим субтропічним кліматом. Найтепліший місяць — липень із середньою температурою 29.4 °C (85 °F). Найхолодніший місяць — січень, із середньою температурою 5 °С (41 °F).
| Клімат Їчана            | Клімат Їчана | Клімат Їчана | Клімат Їчана | Клімат Їчана | Клімат Їчана | Клімат Їчана | Клімат Їчана | Клімат Їчана | Клімат Їчана | Клімат Їчана | Клімат Їчана | Клімат Їчана | Клімат Їчана |
| Показник                | Січ.         | Лют.         | Бер.         | Квіт.        | Трав.        | Черв.        | Лип.         | Серп.        | Вер.         | Жовт.        | Лист.        | Груд.        | Рік          |
| Абсолютний максимум, °C | 22           | 23           | 28           | 32           | 37           | 38           | 40           | 41           | 36           | 36           | 26           | 22           | 41           |
| Середній максимум, °C   | 10           | 12           | 17           | 22           | 26           | 31           | 34           | 33           | 29           | 23           | 16           | 11           | 22           |
| Середня температура, °C | 5            | 7            | 12           | 17           | 21           | 26           | 29           | 28           | 24           | 18           | 12           | 7            | 17           |
| Середній мінімум, °C    | 0            | 3            | 7            | 12           | 17           | 22           | 25           | 23           | 19           | 13           | 8            | 3            | 13           |
| Абсолютний мінімум, °C  | −6           | −3           | −1           | 2            | 8            | 17           | 20           | 17           | 13           | 7            | −1           | −5           | −6           |
| Норма опадів, мм        | 20           | 30           | 50           | 100          | 120          | 150          | 220          | 180          | 100          | 70           | 30           | 10           | 1130         |
| Днів з дощем            | 5            | 6            | 9            | 10           | 12           | 11           | 12           | 11           | 9            | 9            | 6            | 4            | 109          |
| Вологість повітря, %    | 69           | 70           | 77           | 77           | 78           | 76           | 79           | 77           | 72           | 73           | 79           | 77           | 75           |
| ----------------------- | ------------ | ------------ | ------------ | ------------ | ------------ | ------------ | ------------ | ------------ | ------------ | ------------ | ------------ | ------------ | ------------ |
| Джерело: Weatherbase    |              |              |              |              |              |              |              |              |              |              |              |              |              |

## Адміністративний поділ
Міський округ поділяється на 5 районів, 3 міських повіти й 5 повіти (два з них є автономними):
| Карта | Карта        | Карта            | Карта            |
| --- | ------------ | ---------------- | ---------------- |
| Сіншань Цзигуй Чан'ян-Туцзя Уфен-Туцзя Їлін Дяньцзюнь Їду ① ② ③ Юаньань Дан'ян Чжицзян ① Сілін ② Уцзяган ③ Сяотін |              |                  |                  |
| Статус | Назва        | Оригінал         | Населення (2020) |
| Район | Дяньцзюнь    | 点军区           | 101 649          |
| Район | Їлін         | 夷陵区           | 560 383          |
| Район | Сілін        | 西陵区           | 537 686          |
| Район | Сяотін       | 猇亭区           | 68 728           |
| Район | Уцзяган      | 伍家岗区         | 336 294          |
| Місто | Дан'ян       | 当阳市           | 430 465          |
| Місто | Їду          | 宜都市           | 367 374          |
| Місто | Чжицзян      | 枝江市           | 447 378          |
| Повіт | Сіншань      | 兴山县           | 153 886          |
| Повіт | Цзигуй       | 秭归县           | 324 642          |
| Повіт | Юаньань      | 远安县           | 181 174          |
| Автономний повіт                                                                                                  | Уфен-Туцзя   | 五峰土家族自治县 | 171 026          |
| Автономний повіт                                                                                                  | Чан'ян-Туцзя | 长阳土家族自治县 | 336 922          |

## Демографія

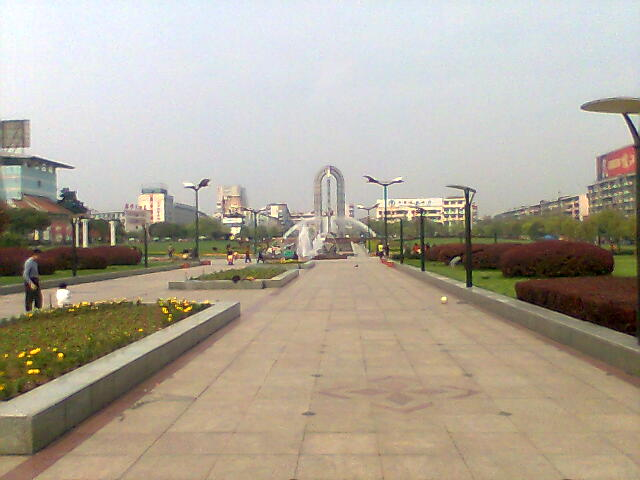
Нг Po Конг Плаза

Населення Їчану — 4 150 000, міське населення — 1 338 000 осіб. Більшість населення становлять туцзяни.

## Історія
У стародавні часи Їчан був відомий як Юлінь. В історичних літописах за 278 рік до н. е. під час періоду війн держав генерал Ці Бай підпалив Юлінь. Їчан також відомий битвою під Юлінем в епоху Трьох царств.
У 1876 році Їчан як порт був відкритий для зовнішньої торгівлі після Другої опіумної війни.

## Економіка
Їчан є великим транзитним портом та торговельним центром провінції Хубей, причиною послужило будівництво електростанції «Три ущелини» та залізниці Ічан-Ваньчжоу. Займає друге місце за економічним розвитком в провінції Хубей.
У 2007 році ВВП міста досяг 82,1 млрд юанів. Основу економіки складає: електроенергетика, хімічна, харчова промисловості

## Міста-побратими
- Мец, Франція — 28 січня 1991
- Людвігсбург, Німеччина — 3 травня 1995
- Запоріжжя, Україна — 16 жовтня 1997
- Валансьєнн, Франція — 23 квітня 1998
- Чарлстон, Австралія — 10 серпня 2001
- Фос-ду-Ігуасу, Бразилія — 24 липня 2006
- Вашингтон, Сполучені Штати — 31 серпня 2006
- Тршебич, Чехія - січень 2019